# 卡拉馬林卡
49°40′43″N 27°3′31″E / 49.67861°N 27.05861°E
卡拉馬林卡（烏克蘭語：Каламаринка）是位於烏克蘭西部的村莊，由赫梅利尼茨基州裡赫梅利尼茨基區的什奇博里夫卡市鎮負責管轄。該村面積0.55平方公里，海拔高度273米，2001年人口258，人口密度每平方公里473.4人。